# Mirni (Tbilískaya, Krasnodar)
Mirni (del ruso: Мирный) es un posiólok del raión de Tbilískaya del krai de Krasnodar, en Rusia. Está situado en las tierras bajas de Kubán-Azov, 22 km al noroeste de Tbilískaya y 92 km al este de Krasnodar, la capital del krai.  Tenía 169 habitantes en 2010.
Pertenece al municipio rural Tbilískoye.